# GG1 (Pennsylvania Railroad)
Электровоз GG1 — электровоз c 6 ведущими и 4 бегунковыми осями, разработанный и производившийся GE Transportation и Altoona Works в США, эксплуатировался преимущественно на дорогах штата Пенсильвания c 1935 по 1983 гг.

## История
GG1 разрабатывались как замена локомотивов PRR P5, эксплуатировавшихся в начале 30-х гг. на Пенсильванской железной дороге. Для проектирования компаниям Westinghouse Electric и General Electric было поставлено следующее задание: максимальная скорость не менее 100 миль/час (160 км/ч), обтекаемую конструкцию корпуса и центральное расположение кабины машиниста. После сравнительных испытаний (в том числе 10 недель использования для вождения поездов на маршруте Филадельфия — Нью-Йорк) предоставленных образцов для серийного производства был выбран вариант General Electric (GG1).

## Конструкция
Конструктивно электровоз представляет собой выполненные в едином корпусе (но на отдельных рамах) два электровоза с 5 осями. По принятой в США системе записи осевых формул для обозначения пяти ведущих осей соответствует литера G, и, хотя ведущих осей всего 3 на каждой половине электровоза, для обозначения всей конструкции применяется запись GG1, косвенно указывающая на конструкцию из двух относительно самостоятельных частей, однако не совсем корректная. Известны случаи самостоятельной эксплуатации половинки электровоза, дооборудованной сцепным устройством. Требования к конструкции с центральным расположением кабины на относительно большой высоте над полотном были вызваны не только соображениями аэродинамически оптимизированного дизайна, но и соображениями безопасности. Аналогичные корпуса получили локомотивы-предшественники серии PRR P5 после гибели локомотивной бригады в столкновении PRR P5 на переезде с грузовиком, перевозившим яблоки.

## Происшествия
Наиболее известный случай произошёл 15 января 1953 г. Локомотив PRR 4876 с поездом из Бостона в Вашингтон проследовал пост в 3,4 км к северу от Union Station со скоростью 100—110 км/ч. Машинист начал было сбавлять скорость перед прибытием на станцию, однако заметил, что тормозного эффекта нет и поезд скорость не уменьшает. Когда машинист применил экстренное торможение и это так же не дало никакого эффекта, он стал подавать звуковые сигналы, на которые среагировал дежурный поста, который сообщил на станцию о том, что 4876 проследовал с явно завышенной скоростью. Поезд прошёл несколько стрелочных переводов, зашёл на станцию со скоростью порядка 65 км/ч, сбил ограждение тупика и влетел в здание вокзала. Под своим весом 4876 провалился в подвал здания, и для предстоящей инаугурации президента Эйзенхауэра над ним был возведён временный пол. После проведения инаугурации локомотив был вынут из подвала, отремонтирован на заводе Элтуна и снова встал в строй.

## Сохранившиеся экземпляры
Сохранилось 15 из 139 локомотивов:
- PRR 4800 — Железнодорожный музей Пенсильвании («Old Rivets»)
- PRR 4859 — Транспортный центр, Пенсильвания
- PRR 4876 — Музей «Балтимор и Огайо», Балтимор, Мэрилэнд
- PRR 4877 — Объединённое общество истории железных дорог Нью-Джерси («Big Red»)
- PRR 4879 — Объединённое общество истории железных дорог Нью-Джерси, Бунтон, Нью-Джерси
- PRR 4882 — Национальный железнодорожный музей New York Central, Элкхарт, Индиана
- PRR 4890 — Национальный железнодорожный музей, Грин Бэй, Висконсин
- PRR 4903 / Amtrak 4906 — Музей Американских железных дорог, Даллас, Техас (этот локомотив вёл траурный поезд Р. Кеннеди 8 июня 1968 г.)
- PRR 4909 / Amtrak 4932 — Железнодорожный музей Лизерстоккинг, Куперстоун, Нью-Йорк
- PRR 4913 / Amtrak 4913 — Музей памяти железнодорожников, Элтуна, Пенсильвания
- PRR 4917 / Amtrak 4934 — Железнодорожный музей Лизерстоккинг, Куперстоун, Нью-Йорк
- PRR 4918 / Amtrak 4916 — Музей транспорта Сент-Луис, Миссури
- PRR 4919 / Amtrak 4917 — Музей транспорта Вирджинии, Роунок, Вирджиния
- PRR 4927 / Amtrak 4939 — Музей транспорта Иллиноис, Юнион
- PRR 4933 / Amtrak 4926 — Центральное Нью-Йоркское подразделение национального общества истории железных дорог, Сиракузы, Нью-Йорк
- PRR 4935 / Amtrak 4935 — Железнодорожный музей Пенсильвании, Страсбург, Пенсильвания («Blackjack»)